# Pokémon espada y Pokémon escudo
Pokémon Espada y Escudo (en inglés: Pokémon Sword & Shield), conocidos en Japón como Pocket Monsters Sword & Shield (ソード & シールド Sōdo & Shīrudo?), son dos videojuegos de rol desarrollados por Game Freak y publicados por Nintendo y The Pokémon Company para Nintendo Switch. Son los primeros títulos de la octava generación de la serie principal de Pokémon. Los videojuegos tuvieron su lanzamiento mundial el 15 de noviembre de 2019. Dos expansiones de contenido descargable fueron publicadas durante 2020: la Isla de la Armadura (17 de junio) y las Nieves de la Corona (22 de octubre).

## Modo de juego
Pokémon Espada y Escudo son videojuegos de rol con elementos de aventura, presentados en tercera persona con un Mundo Semiabierto debido al gran Área Silvestre, con perspectiva aérea. El jugador controla a un joven entrenador que va en una búsqueda de atrapar y entrenar a criaturas conocidas como Pokémon, y ganar batallas contra otros entrenadores. Al derrotar a los Pokémon enemigos en las batallas por turnos, los Pokémon del jugador ganan experiencia, lo que les permite subir de nivel y aumentar sus estadísticas de batalla, aprender nuevas técnicas de batalla y, en algunos casos, evolucionar a Pokémon más poderosos. Los jugadores pueden capturar Pokémon salvajes, encontrados durante encuentros aleatorios, debilitándolos en la batalla y atrapándolos con PokéBalls, lo que les permite agregarlos a su equipo.

## Trama
Espada y Escudo se llevan a cabo en la región de Galar (una región basada en Reino Unido), una extensión de tierra grande y alta, y una de las muchas regiones del mundo Pokémon. La región en sí y sus muchos puntos de referencia parecen estar fuertemente inspirados por Gran Bretaña. Los juegos siguen la tendencia tradicional de tres iniciales: Grookey de tipo Planta, Scorbunny de tipo Fuego y Sobble de tipo Agua.

## Desarrollo
Originalmente, los juegos fueron objeto de burlas a través de un mensaje especial del presidente de The Pokémon Company, Tsunekazu Ishihara, durante la presentación de Nintendo E3 2017, donde Ishihara mencionó que Game Freak estaba trabajando en un nuevo juego de rol de Pokémon para Nintendo Switch, pero que no se lanzaría hasta dentro de más de un año.  
Durante una conferencia de prensa celebrada por The Pokémon Company en Japón el 30 de mayo de 2018, Junichi Masuda director encargado de este proyecto confirmó que el próximo nuevo juego de Pokémon Core Series se lanzará en Nintendo Switch en la segunda mitad de 2019. Ishihara también aseguró que el próximo título no tienen influencias de Pokémon Go como Let's Go, Pikachu!  y Let's Go, Eevee! y que introduciría muchos nuevos Pokémon y gráficos "pulidos".

## Promoción y lanzamiento
Espada y Escudo fueron anunciados en una presentación especial de Nintendo Direct el 27 de febrero de 2019, presentando la región del juego y los Pokémon iniciales. La presentación coincidió con Pokémon Day, una celebración de fanáticos de Pokémon en el aniversario del lanzamiento japonés de Pokémon Rojo y Verde.
Un segundo Nintendo Direct sobre el juego se llevó a cabo el 5 de junio de 2019, que reveló algunas de sus nuevas características, personajes y Pokémon, incluido el Pokémon legendario Zacian y Zamazenta, que aparecen en el cuadro de arte. La fecha de lanzamiento del 15 de noviembre de 2019 también se anunció como parte de este Direct.

## Novedades

### Región
Una de las novedades de este juego es la región. Como en los demás juegos de Pokémon esta región está basada en un lugar real, en este caso está basado en Gran Bretaña, isla perteneciente a Reino Unido.

### Gimnasios
En estos juegos vuelven los gimnasios tras su ausencia en los juegos de Pokémon Sol y Pokémon Luna y Pokémon Ultrasol y Pokémon Ultraluna.

### Pokémon  salvajes
Puedes encontrarte Pokémon salvajes fuera de la hierba alta como en Pokémon Let's Go, Pikachu! y Let's Go, Eevee!.

### Dinamax
Se añade una nueva función llamada Dinamax que permite volver gigante temporalmente durante 3 turnos a los Pokémon así como ataques elementales Maximizados.

### Formas Galar
Al igual que sucedió en la región de Alola, en Galar se incluyen nuevas formas y diseños de Pokémon existentes, llamados formas Galar.

### Pokédex
En esta nueva entrega de Game Freak no estarán todos los Pokémon, pero si habrá nuevas especies Pokémon.

### Acerca las Megaevoluciones y los Movimientos Z
Dichos movimientos especiales se removieron del juego (reemplazados por el Dinamax), siendo su última aparición en los juegos de Pokémon: Let's Go, Pikachu! y Pokémon: Let's Go, Eevee!. 

## Ediciones especiales
El 10 de julio de 2019, Nintendo anunció su nueva consola, la Nintendo Switch Lite. Como ya pasó con el lanzamiento de Pokémon Let's Go, Pikachu! y Let's Go, Eevee!, Nintendo decidió sacar una versión de esta consola mencionada con detalles de los Pokémon Legendarios protagonistas de Pokémon Escudo y Pokémon Espada.
Se pone a la venta un pack de Pokémon Espada y Pokémon Escudo llamada Edición Dual, en la cual junto con los dos juegos se incluye además un Steelbook (funda para los juegos) de color dorado y de edición especial y limitada, con un grabado de los Pokémon Legendarios de estos juegos, además de un par de códigos de descarga que proporcionan objetos especiales conocidos como Cristales Dinamax

## Iniciales
En el Nintendo Direct de 2019 se anunciaron los Pokémon iniciales de la región de Galar. 
Los tres iniciales son: Scorbunny, el pokémon conejo de tipo fuego; Sobble, el pokémon acuartija de tipo agua y Grookey, el pokémon chimpancé de tipo planta.

## Polémica
Durante la conferencia del E3, el productor Junichi Masuda dio la noticia de que por primera vez en la historia de la franquicia, las ediciones Espada y Escudo no tendrían a todos los Pokémon programados. Solo una lista seleccionada de criaturas aparecerá en estas entregas y el resto jamás será obtenible en ningún momento del juego ni a través de ninguna mecánica, ya sean intercambios o transferencia desde ediciones anteriores. También confirmó la exclusión de las Megaevoluciones y los Movimientos Z.
La respuesta de los seguidores no se hizo esperar, y el vídeo de YouTube a través del que se anunció este cambio se convirtió en uno de los que más negativos recibió de entre todos los del canal de Nintendo América. Simultáneamente surgieron numerosas etiquetas en redes sociales que vinculaban la disconformidad de los fanes con esta decisión. De las muchas que se han usado, #BringBackNationalDex es la que ha tenido una mayor implantación y es la más conocida y utilizada hasta día de hoy. También se ha llegado a apodar como "Dexit", basándose en el popular procedimiento de Reino Unido para salir de la Unión Europea, pues la región de Pokémon está basada en este país.
El juego contiene 400 Pokémon de los 890 existentes y 80 nuevas especies. Además, hay 35 que actualmente se pueden añadir a la pokedex, transfiriéndolos desde el Banco de Pokémon al nuevo servicio de almacenamiento de Pokémon, Pokémon Home desde el cual se pueden transferir estos Pokémon a Espada/Escudo, elevando la suma a 435 programados en el juego. Estos son Bulbasaur, Ivysaur, Venusaur, Squirtle, Wartortle, Blastoise, Rowlet, Dartrix, Decidueye, Popplio, Brionne, Primarina, Litten, Torracat, Incineroar, Mewtwo, Mew, Celebi, Jirachi, Cobalion, Terrakion, Virizion, Keldeo, Reshiram, Zekrom, Kyurem, Cosmog, Cosmoem, Lunala, Solgaleo, Necrozma, Marshadow, Zeraora, Meltan y Melmetal. Además de todos estos Pokémon, están programadas en los datos del juego las formas de Alola, además de las formas normales de los Pokémon con forma de Galar.
Tras el lanzamiento de los DLC se programaron también a Treecko, Grovyle, Sceptile, Torchic, Combusken, Blaziken, Mudkip, Marshtomp, Swampert, Victini (también se encuentra en los archivos del juego pero nadie lo pudo encontrar), Volcanion y Magearna.